# 滝本季延
滝本 季延（たきもと としのぶ、1955年10月31日 - ）は、日本のドラマー、パーカッショニスト。スタジオ・ミュージシャン。東京都出身。″瀧本季典″の名で活動していた時期もある。ドラムサークル ″ファシリテーター協会″ オフィシャルアドバイザー。

## 人物・来歴
幼少の頃からピアノ、ギターを始め9歳でドラムに触れる。プロの演奏家数名から指導を受け、18歳の時にネム音楽院にて猪俣猛に指導を受ける。
20歳の時、後藤次利との出逢いをきっかけにプロとして活動を始め、浜田省吾、長渕剛、中島みゆき、松田聖子、尾崎豊、その他多くのアーティストのレコーディングやコンサート・ツアー等に参加するほか、映画音楽の作曲を手掛けフル・オーケストラでの演奏に参加するなど活動の幅を拡げて行く。
30歳前半の頃アフリカの音楽に興味を持ち、ジャンベの演奏を始める。その後様々な民族音楽を学ぶ以外にもワールドミュージック系のセッションも多数行う。
その他、尺八奏者のジョン・海山・ネプチューンや、クラシックギタリストの鈴木大介など、ポップ・ミュージック以外のアーティストとのセッションなど幅広いジャンルで活動し、キューバ、ブラジル、アラブ、アイルランドなどの音楽での様々なパーカッションを演奏している
2007年からはフジロックフェスティバルでのフリー・ドラミングエリア ″Stoned Circle″ の主催を務め、2009年にはドラムサークル本部のある世界有数の打楽器メーカー、USA REMO社公認のファシリテーターに世界38人のうちの1人として認定された。
2015年8月、吉祥寺キッカミュージックスクールのドラム教室開講に伴い、講師として参加する。
近年では宮地楽器でジャンベと″総合パーカッション″のクラスを持ち、80人余の生徒にアフリカの音楽をはじめ様々な音楽のリズムの楽しさを伝えている。また、ガーナ出身のパーカッショニスト、ニ・テテと協力して、ドラムやパーカッションでの演奏について自身の可能性を追求している。

## 主なレコーディング参加作品
- THE ALFEE『doubt,』
- 伊豆田洋之『I Wanna Pain』
- 稲垣潤一『REALISTIC』
- 岩崎宏美『私・的・空・間』
- 岡村孝子『夢の樹』
- 尾崎豊『十七歳の地図』『回帰線』「卒業」『壊れた扉から』
- 香坂みゆき『Fairway』
- 後藤次利Band「怒れ兄弟！」
- 修二と彰『絆』
- ジェイク・コンセプション『PIECES OF LOVE』
- 庄野真代『紅HOTEL』
- 白井貴子『PASCAL』
- 多岐川裕美「酸っぱい季節」
- チャゲ＆飛鳥『黄昏の騎士』
- 中島みゆき『生きていてもいいですか』
- 長渕剛『HOLD YOUR LAST CHANCE』
- 中森明菜『ファンタジー〈幻想曲〉』「サザン・ウインド」
- 仁藤優子『SUMMER STREAM』
- ハイ・ファイ・セット『SWEET LOCOMOTION』
- 浜田省吾『CLUB SNOWBOUND』「LONELY-愛という約束事」
- 松田聖子『North Wind』『Silhouette』『Pineapple』
- 八神純子『Mr.メトロポリス』
- RAJIE『午後のレリーフ』『エスプレッソ』